# Jan Hommen
Jan Hommen, né le 29 avril 1943 à Bois-le-Duc, est un banquier néerlandais, actuel PDG d'Internationale Nederlanden Groep (ING).

## Biographie
Jan Hommen est né dans la province du Brabant-Septentrional aux Pays-Bas. Hommen étudie l'administration des affaires à l'Université de Tilburg où il obtient diplôme de maîtrise en économie d'entreprise.

### Carrière
Après ses études, il commence sa carrière en 1970 pour la société néerlandaise LIPS Aluminium BV. En 1975, il rentre chez le producteur d'aluminium Alcoa (alors filiale de la société néerlandaise Philips. Il déménage ensuite en 1978 aux États-Unis pour travailler comme Trésorier adjoint chez Alcoa à Pittsburgh. il y poursuit sa carrière et devient vice-président exécutif en 1991. De 1997 à 2005, il devient Vice-président exécutif et directeur financier dans la société Philips. En 2005, il devient membre Conseil de Surveillance du Groupe ING et président en 2007. À la suite des conséquences de la Crise financière mondiale débutant en 2007, Jan Hommen devient le successeur de Michel Tilmant comme PDG de la société néerlandaise ING en janvier 2009. Jan Hommen devrait être remplacé le 1er octobre 2013, par Ralph Hamers.
En avril 2005, Jan Hommen reçoit l'Ordre d'Orange-Nassau. Jan Hommen est aussi Président du Conseil de Surveillance du Centre médical universitaire de Maastricht et membre du conseil d'administration de l'Institut de la finance internationale.